# Magui Bétemps
Magui Bétemps, auch Magui Béltemps, (* 8. Januar 1947 als Maria Rita Maquignaz in Ivrea; † 19. November 2005) war eine italienische Lehrerin, Musikerin und Sängerin. Sie gilt als die bedeutendste Vertreterin des Chansons im frankoprovenzalischen Dialekt des Aostatals.

## Leben
Maria Rita Maquignaz stammt aus einer Familie von Valtournenche und kam am 8. Januar 1947 in der piemontesischen Stadt Ivrea zur Welt. Sie war verheiratet mit dem Historiker und Volkskundler Alexis Bétemps, der das Institut Centre d’études francoprovençales «René Willien» in Saint-Nicolas im Aostatal leitete. Das Ehepaar wohnte in der Ortschaft Sorreley in Saint-Christophe.
In Saint-Christoph trat Magui Bétemps mit der lokalen Theatertruppe Lé badeun de Choueley und in Châtillon mit dem Theater la Veillà auf, die den regionalen Dialekt wieder öffentlich propagierten. Mit verschiedenen Musikern bestritt sie eigene Konzerte.
Als moderne Sängerin des Aostatals hatte Magui Bétemps großen Erfolg. Ihre französischen und frankoprovenzalischen Lieder im Stil der Folkmusik erzählen vom Leben im italienischen Bergtal, vom kulturellen Wandel nach dem Zweiten Weltkrieg, von der Landflucht und auch vom Verlust der traditionellen Regionalsprache wegen der raschen Ausbreitung des Italienischen aufgrund der Modernisierung und der zunehmenden Mobilität. Michelle Impérial schreibt in der regionalen Zeitschrift Jeunesse Aujourd’hui in einem Porträt der engagierten Sängerin: «Mais moi j’aime mon patois, mon français et les montagnes autour de moi, je me sens Italienne oui, mais encore plus Valdôtaine.»

## Wirkung
Magui Bétemps starb am 19. November 2005 im Alter von 58 Jahren. Im Jahr danach veranstalteten prominente Sänger des Aostatals, darunter die Trouveur valdotèn, in Aosta das Gedächtniskonzert L'oiseau chante encore – Souvenir de Magui Bétemps mit ihren bekanntesten Liedern.
Zum Gedächtnis an die kulturelle Initiative Magui Bétemps mit der Gruppe Lé badeun de Choueley setzte das Kulturassessorat des Aostatals zusammen mit dem Verein Vignolet in Arnad und dem Theaterverband Fédérachòn valdoténa de téatro populéro den Wettbewerb Concours d'écriture théâtrale Magui Bétemps für Dialektschriftsteller des Aostatals ein.
Der im Jahr 2014 gegründete Verein für Dialektmusik Patouè eun Mezeucca trägt die Lieder von Magui Bétemps wieder vor und nahm ihre kulturellen Anliegen mit eigenen Werken auf.

## Werke (Auswahl)
- Une fable de nos jours
- La politeucca
- Les bons sauvages
- J'inventerai
- La femalletta
- L’étoile sous l’oreiller
- Pappa gran
- Bénéfort et tsougra
- La réserva
- Te raiss
- Goût de silenc
- La ronde des minoritaires
- La chanson du petit berger
- La chanson du vieux garçon